# کریستین لونده-بورگرشن
کریستین لونده-بورگرشن (نروژی: Kristine Lunde-Borgersen؛ زادهٔ ۳۰ مارس ۱۹۸۰) بازیکن هندبال اهل نروژ بود.